# Метро Західного Мідландсу
52°28′48″ пн. ш. 1°54′09″ зх. д. / 52.48° пн. ш. 1.9025° зх. д.
Метро Західного Мідландсу (англ. West Midlands Metro) — мережа штадтбану в графстві Вест-Мідлендс, Англія.  Відкрита 30 травня 1999 року, на 2022 складається з єдиного маршруту - лінія 1, яка прямує між містами Бірмінгем і Вулвергемптон через міста Білстон, Вест-Бромвіч і Ведсбері, що прокладена повторно відкритими невикористовуваними залізничними лініями і вулицями в міських районах. 
Лінія спочатку закінчувалася на станції Бірмінгем-Снов-гілл. Але з розширеннями, відкритими в 2015 і 2019 роках, тепер прямує у центр міста Бірмінгем і закінчується біля бібліотеки на площі Сентенарі. 
Мережа належить державній організації Transport for West Midlands і управляється через «Midland Metro Ltd», компанію, яка повністю належить West Midlands Combined Authority.

## Рухомий склад
В 1996 — 1999 рр компанія AnsaldoBreda з Італії поставила 16 напівнизькопідлогових двонаправлених зчленованих трамваїв типу Т-69, пасажиромісткістю 56 місць кожен. 
Їх довжина становить 24,36 м, а ширина – 2,48 м.
З 2012 року компанія Construcciones y Auxiliar de Ferrocarriles (CAF) в Іспанії побудувала 20 зчленованих трамваїв Urbos 3 для метрополітену Мідленда.  Вони мають 33 м завдовжки та 2,65 м завширшки, пасажиромісткістю — 54 місць кожен. 
Перші чотири трамваї розпочали роботу у вересні 2014 року і вже в серпні 2015 року всі потяги Т-69 могли бути замінені.

## Операції
Лінія 1 працює з 5:15 ранку до опівночі. 
У робочі дні (з понеділка по суботу) з 7.00 до 19.00 потяги курсують що 6-8 хвилин, в інший час – що 15 хвилин. 
Депо з центром управління операціями розташоване біля Грейт-Вестерн-стріт у Ведсбері.